# 比利牛斯山脉-佩尔迪多山
42°39′N 0°3′E / 42.650°N 0.050°E
比利牛斯山脉-佩尔迪多山（法語：Pyrénées-Mont Perdu）是横跨西班牙和法国边界的比利牛斯山脉的世界遗产。峰頂位於西班牙的佩爾迪多山。於1997年登錄為世界遺產，並於1999年延伸到法國的热德尔。
此世界遺產包含兩座國家公園，分別是位於西班牙的奧爾德薩和佩爾迪多山國家公園，以及位於法國的比利牛斯國家公園。